# Circoscrizione
De circoscrizione, ook circoscrizione comunale of voluit circoscrizione di decentramento comunale, is in Italië de gebruikte naamgeving voor een stadsdeel met specifieke bestuursfuncties.  Het is een orgaan voor deelname door verkozen vertegenwoordigers en bevolking, raadpleging en beheer van een deel van de basisdiensten van de gemeentelijke administratie, evenals voor de uitoefening van door de overkoepelende gemeente gedelegeerde taken. Het kan gaan over onder meer organisatie van onderwijs, sociale diensten of afvalinzameling.

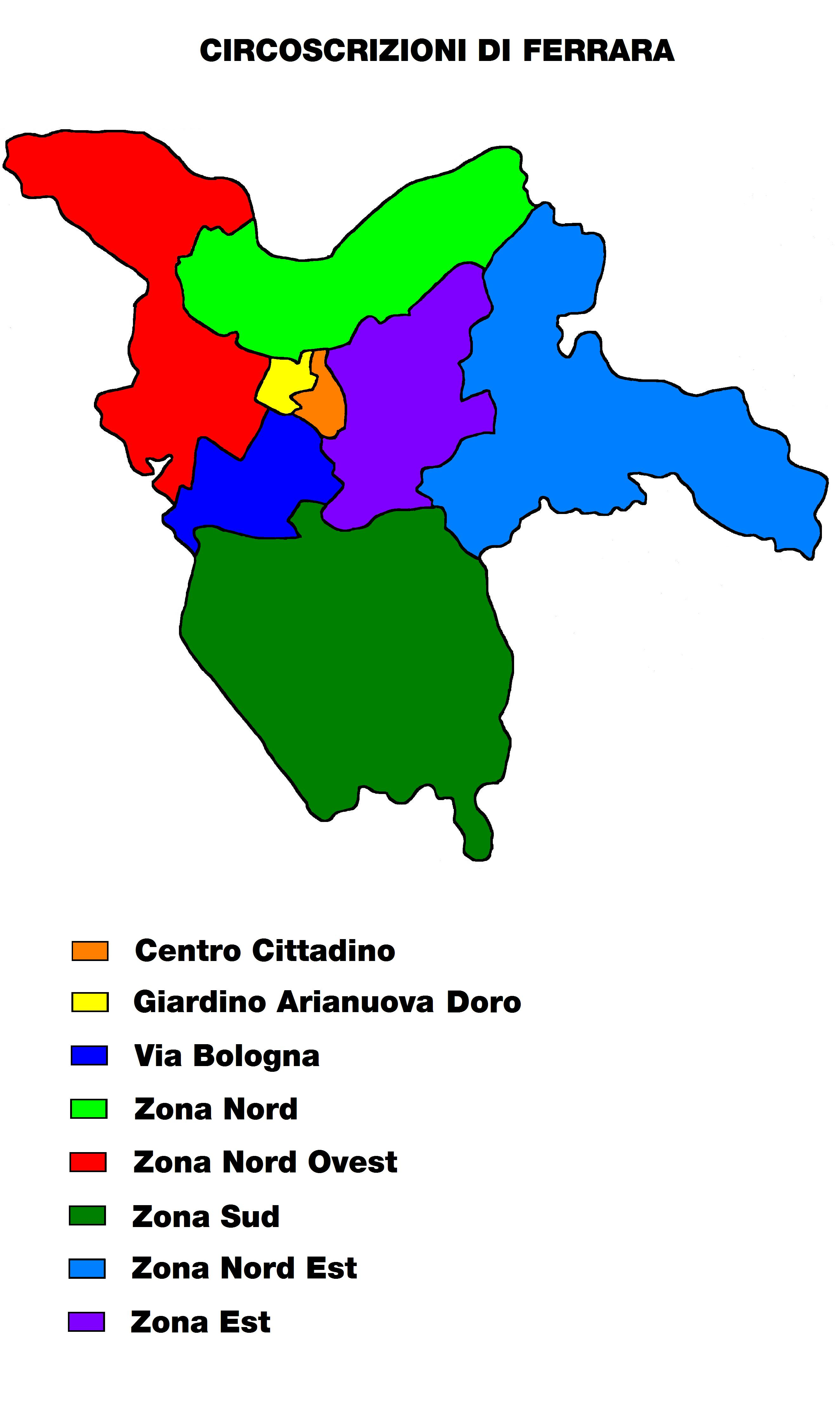
De circoscrizioni van Ferrara

Circoscrizioni doken op in de grote Italiaanse steden vanaf de jaren 1960, werden in 1976 door wetgeving erkend, en kregen in 1990 bijkomende mogelijke bevoegdheden. De huidige regelgeving werd vastgelegd met artikel 17 van de gecoördineerde wet op de lokale overheden (Testo Unico degli Enti Locali - TUEL), ingevoerd bij wetsbesluit nr. 267 van 18 augustus 2000. Bij grote gemeentes met minstens 250.000 inwoners (in 2021 12 gemeentes) is er een onderverdeling in circoscrizioni verplicht, en bij gemeentes met 100.000 tot 249.999 inwoners (in 2021 32 gemeentes) facultatief, waarbij een circoscrizione een aantal van de taken opneemt die bij kleinere gemeentes veelal op gemeentelijk bestuursniveau worden geregeld. Circoscrizioni gelden daarbij ook als aparte kiesdistricten, met, sinds een wetsaanpassing in 2010, de uitdrukkelijke beperking hierbij dat ze minstens 30.000 inwoners dienen te tellen.
Heel wat betrokken gemeenten hebben met gemeentelijke statuten gebruik gemaakt van de mogelijkheid afwijkende namen te geven aan de circoscrizioni, die bijvoorbeeld als municipi (enkelvoud municipio) worden benoemd in Bari, Genua, Milaan en Rome (zie ook De municipi van Rome), municipalità in Venetië en Napels, en quartieri in Firenze en Bologna. In de normale regio's blijven enkel Turijn en Verona over als steden die door een bevolkingsaantal boven de limiet van 250.000 inwoners door de wet verplicht werden tot de oprichting van circoscrizioni, en de standaard benaming hebben gehandhaafd.
De autonome regio's hebben door hun afwijkende wetgeving de mogelijkheid het al dan niet inrichten van circoscrizioni in de grote steden vrij te laten. De twee steden waar circoscrizioni voor andere regio's verplicht zijn, hebben evenwel ook de deelgebieden gedefinieerd. Enkel in de steden waar het facultatief is, is er een kleiner aantal in de autonome regio's. Zo zijn circoscrizioni wel geformeerd in Trente, Bolzano en Triëst, maar zijn ze op Sardinië afgeschaft, zodat in Cagliari enkel de frazione Pirri een circoscrizione is, en Sassari heeft afgezien van de facultatieve indeling in circoscrizioni. Op Sicilië zijn er circoscrizioni in Messina, Palermo en Catania. In de laatste stad dragen ze de naam van municipi.

## Nationale kiesdistricten
De term circoscrizione wordt ook gebruikt in de nationale kieswetgeving om de daar geldende circoscrizioni (kiesdistricten) aan te duiden. De laatste maal dat de kiesdistricten werden gewijzigd was met de Rosato-wet, genoemd naar zijn rapporteur Ettore Rosato, officieel wet nr. 165 van 3 november 2017.
Voor de Senaatsverkiezingen zijn er twintig circoscrizioni die overeenkomen met de regio's van Italië. Daarnaast worden de stemmen van Italianen in het buitenland ook apart verwerkt.
Voor de verkiezingen voor de Kamer van Afgevaardigden worden de regio's Campanië, Lazio, Piëmont, Sicilië en Veneto in tweeën gesplitst en Lombardije in vieren, om 28 circoscrizioni te maken. Daarnaast worden de stemmen van Italianen in het buitenland ook apart verwerkt.
Voor de verkiezingen voor het Europees Parlement wordt Italië opgesplitst in 5 circoscrizioni, samengesteld door de groepering van regio's, te weten noordwesten (4 regio's), noordoosten (4), centraal (4), zuidelijk (6) en eilanden (2).